# Контоєв Герман Степанович
Герман Степанович Контоєв (біл. Герман Степанович Контоев; нар. 28 листопада 1971, Хабаровськ, СРСР) — російський і білоруський борець вільного стилю якутського походження, чемпіон світу, срібний призер чемпіонату Європи, срібний призер Кубку світу, учасник двох Олімпійських ігор. Майстер спорту Росії міжнародного класу, Заслужений майстер спорту Республіки Білорусь.

## Біографія
Народився в спортивній якутській родині. Батько — Контоєв Степан Степанович, різнобічний спортсмен, є кандидатом у майстри спорту з вільної боротьби, самбо, лижних гонок, російських шашок, був першим тренером своїх синів. Заслужений працівник фізичної культури Республіки Саха (1999), відмінник народної освіти РРФСР (1986). Молодший брат Олександр — чемпіон світу з вільної боротьби серед молоді, бронзовий призер чемпіонату Європи. Інший молодший брат Станіслав — дворазовий чемпіон світу серед молоді з шашок.
Боротьбою займається з 1985 року. Спочатку виступав за збірну Росії. Був у її складі другим на Кубку світу 1993 року. 3-разовий призер чемпіонату Росії. З 1995 року виступає за збірну Білорусі. У її складі ставав срібним призером Чемпіонату Європи 1998 року та чемпіоном світу 2001 року. На чемпіонаті світу 2001 року боровся в одній ваговій категорії (до 54 кг) зі своїм братом Олександром, який тоді виступав за збірну Росії. У підсумку, Герман став чемпіоном, а Олександр — бронзовим медалістом. З 2006 року і сам Олександр почав виступати за збірну Білорусі.
Після Афінської олімпіади залишив великий спорт і повернувся до Якутська.
Випускник Інституту фізкультури Якутського державного університету.
Почесний громадянин Горного і Мегіно-Кангаласького улусів (2007), лауреат Державної премії Республіки Саха імені О. Є. Кулаковського (2001).

## Виступи на Олімпіадах
| Змагання                    | Збірна   | Вагова категорія | Місце |
| --------------------------- | -------- | ---------------- | ----- |
| Літні Олімпійські ігри 2000 | Білорусь | 54 кг            | 4     |
| Літні Олімпійські ігри 2004 | Білорусь | 55 кг            | 15    |

## Виступи на Чемпіонатах світу
| Змагання                        | Збірна   | Вагова категорія | Місце  |
| ------------------------------- | -------- | ---------------- | ------ |
| Чемпіонат світу з боротьби 1995 | Білорусь | 52 кг            | 9      |
| Чемпіонат світу з боротьби 1997 | Білорусь | 54 кг            | 14     |
| Чемпіонат світу з боротьби 1998 | Білорусь | 54 кг            | 11     |
| Чемпіонат світу з боротьби 1999 | Білорусь | 54 кг            | 17     |
| Чемпіонат світу з боротьби 2001 | Білорусь | 54 кг            | Золото |
| Чемпіонат світу з боротьби 2003 | Білорусь | 55кг             | 26     |

## Виступи на Чемпіонатах Європи
| Змагання                         | Збірна   | Вагова категорія | Місце  |
| -------------------------------- | -------- | ---------------- | ------ |
| Чемпіонат Європи з боротьби 1996 | Білорусь | 52 кг            | 10     |
| Чемпіонат Європи з боротьби 1997 | Білорусь | 54 кг            | 7      |
| Чемпіонат Європи з боротьби 1998 | Білорусь | 54 кг            | Срібло |
| Чемпіонат Європи з боротьби 1999 | Білорусь | 54 кг            | 6      |
| Чемпіонат Європи з боротьби 2004 | Білорусь | 60 кг            | 7      |

## Виступи на Кубках світу
| Змагання                    | Збірна | Вагова категорія | Місце  |
| --------------------------- | ------ | ---------------- | ------ |
| Кубок світу з боротьби 1993 | Росія  | 52 кг            | Срібло |

## Виступи на інших змаганнях
| Змагання                                 | Збірна   | Вагова категорія | Місце  |
| ---------------------------------------- | -------- | ---------------- | ------ |
| Літня Універсіада 1996                   | Білорусь | 52кг             | Срібло |
| Олімпійський кваліфікаційний турнір 2000 | Білорусь | 54 кг            | Бронза |
| Олімпійський кваліфікаційний турнір 2000 | Білорусь | 54 кг            | Золото |
| Олімпійський кваліфікаційний турнір 2000 | Білорусь | 54 кг            | 9      |
| Міжнародний меморіал Дейва Шульца 2002   | Білорусь | 55 кг            | Золото |
| Олімпійський кваліфікаційний турнір 2004 | Білорусь | 55 кг            | Срібло |